# Marthe Donas
Marthe Donas (Anvers, Bèlgica, 26 d'octubre de 1885 – Audregnies, Quiévrain, Bèlgica, 31 de gener de 1967) va ser una pintora abstracta i cubista belga i és reconeguda com una de les figures principals del Modernisme. Donas va treballar sota els pseudònims andrògins Tour d'Onasky, Tour Donas i M. Donas.

## Biografia

### Primers anys
Nascuda el 26 d'octubre de 1885, Marthe Gabrielle Donas va créixer a Anvers com a filla d'una pròspera família burgesa de parla francesa. Per iniciativa pròpia es va matricular a la Reial Acadèmia de Belles Arts d'Anvers als disset anys. Un pare autoritari, però, no va donar suport al seu desig de convertir-se en pintora, la qual cosa li va impedir anar a classes de dibuix i exposicions i no li va permetre estar en contacte amb altres estudiants i artistes d'Anvers. Les pintures de Donas en aquella època es limitaven a bodegons i retrats del seu cercle familiar i d'amics. En contra de la voluntat del pare, es va tornar a matricular a l'Institut Superior de Belles Arts el 1912, on seguí el curs per a noies amb Frans Van Kuyck.

### Començament de la seva carrera artística a Dublín
Després de l'esclat de la Primera Guerra Mundial i la invasió alemanya de Bèlgica, el 4 d'agost de 1914, la família Donas va fugir a Goes, Països Baixos. Poc després, Donas es va alliberar de la pressió familiar i es va traslladar amb una de les seves germanes a Dublín. Allà va continuar perfeccionant les seves habilitats de dibuix, pintura i gravat i va seguir un curs d'art de vitralls. A finals de 1915, va ser contractada a l'estudi d'art de vitralls de Sarah Purser, An Tur Gloine, on va produir tres grans vitralls per a esglésies, així com algunes obres més petites. A causa dels esdeveniments polítics que envolten l'Alçament de Pasqua a Dublín el 1916, es va veure obligada una vegada més a abandonar el seu lloc de residència. Mentre la seva germana tornava amb la família als Països Baixos, Marthe Donas va decidir no tornar a la seva antiga vida sinó anar a París, en aquell moment el centre artístic d'Europa.

### Arribada a París
Es va instal·lar a Montparnasse a finals de 1916 i va llogar un estudi en un gran complex al número 9 de la Rue Campagne Première. Va ser a París on va entrar en contacte amb els darrers moviments artístics. Va continuar la seva formació a les Acadèmies de la Grande Chaumière i Ranson. El gener de 1917 va descobrir l'obra d'André Lhote i el cubisme, que la van marcar profundament. Donas aviat es va convertir en alumna de Lhote i va començar a adoptar un estil cubista a les seves pròpies pintures.

### Amb Archipenko a Niça
A causa de la seva precària situació econòmica, Donas va acceptar l'oferta d'una dama aristocràtica per marxar amb ella al sud de França a canvi de classes de pintura. La primavera de 1917 es va traslladar a Niça, on va conèixer l'escultor ucraïnès Alexander Archipenko. Van desenvolupar no només una intensa col·laboració en el seu treball artístic sinó també una relació personal íntima. Les pintures i dibuixos de Donas d'aquella època mostren amb quina habilitat va incorporar elements de les escultures-pintures d'Archipenko d'una manera molt personal. Després va treballar plenament d'una manera cubista, desenvolupant encara més el seu notable sentit del color sota la influència d'Archipenko. El seu motiu més recurrent va ser la figura femenina. En incloure formes còncaves i convexes, alternant elements rodons, angulars i borrosos, va introduir energia i va investigar el moviment en les seves pintures, que es van tornar cada cop més abstractes. Ja a París, havia experimentat amb tècniques de collage, però a Niça incorporava regularment materials com el ciment, la sorra, diferents tipus de teixits i puntes, paper de vidre i paper pintat a la seva obra.

### Carrera internacional
Al final de la Primera Guerra Mundial, Donas va tornar a París i va llogar un estudi al 26 de la Rue de Départ. L'estudi havia estat ocupat anteriorment per Diego Rivera. Piet Mondrian llogava aleshores també un estudi al mateix complex. Donas es va unir al grup d'artistes Section d'Or, que revivia després de la guerra sota la direcció d'Archipenko. Per mitjà d'aquest grup internacional de connexions va publicar la seva obra en diverses revistes d'art de referència de l'època: l'holandesa De Stiji la revista dadaista Mécano, l'alemanya Der Sturm, la italiana Noi i la belga Sélection. En aquests anys, Donas va començar a publicar la seva obra sota els pseudònims 'Tour d'Onasky', 'M. Donas' i més tard exclusivament 'Tour Donas', que disfressava el seu gènere.

L'art cubista i abstracte, especialment, es considerava massa intel·lectual i racional per a les dones. Que una artista femenina treballés sota un pseudònim masculí assegurava molt més respecte dins del món de l'art, més possibilitats de promoció i, per tant, d'encàrrecs i vendes. La xarxa que havia creat a Niça i París va fer possible una de les seves primeres participacions en una gran exposició: The Exhibition of French Art 1914–19 a Londres recopilada per Léopold Zborowski en la qual va estar present amb set de les seves pintures juntament amb l'obra d'Othon Friesz, Vlaminck, Derain, Matisse, Picasso, Modigliani, Valadon, Moïse Kisling, Fernand Léger, Lhote, Utrillo i Dufy. Archipenko va continuar promocionant l'obra de Donas a nivell internacional, la qual cosa va portar exposicions individuals a la Librairie Kundig de Ginebra el desembre de 1919 i a la famosa galeria d'avantguarda Der Sturm de Herwarth Walden a Berlín, l'estiu de 1920, que es convertirien en les exposicions més importants de tota la carrera.

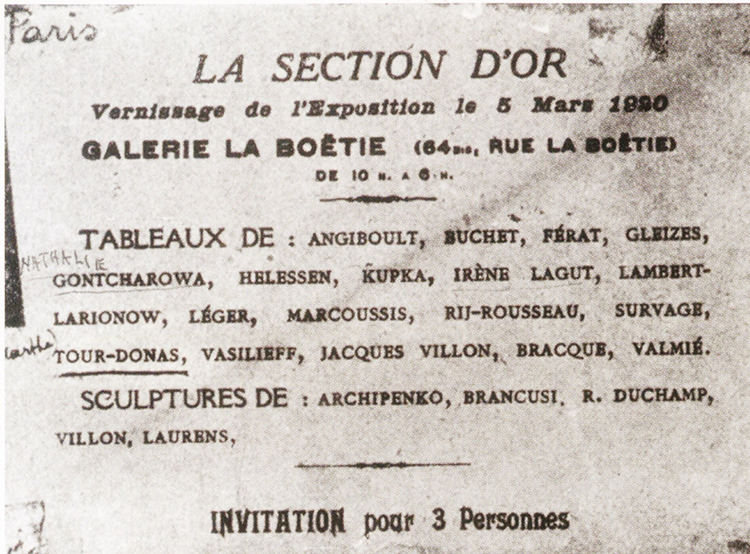
Invitació a l'exposició de la Secció d'Or a la Galeria La Boëtie de París, el 5 de març de 1920

També va exposar la seva obra juntament amb altres artistes, entre els quals Gleizes, Férat, Villon, Natalia Gontxarova, Léger, Braque, Irène Lagut, Archipenko i R. Duchamp a les exposicions de la Secció d'Or de París a la Galerie La Boëtie i successivament a diferents indrets dels Països Baixos organitzat per Theo van Doesburg, amb qui s'havia fet molt amiga. Donas va visitar-lo a ell i a la seva dona Lena Milis a Leiden a finals de la primavera de 1920 per supervisar el transport d'obres d'art i per assistir a la inauguració a Rotterdam de l'exposició Section d'Or. Després de la seva estada als Països Baixos, va anar a visitar els seus pares a Anvers amb l'objectiu de millorar la seva situació financera pintant retrats d'amics de la família jueva. Després d'alguns encàrrecs, que pintava amb un estil molt tradicional, va marxar a Londres a finals de l'estiu de 1920. Intentant entrar en contacte amb l'escena artística londinenca, tal com havia recomanat Van Doesburg, es va trobar, entre d'altres, amb els germans Sitwells, CRW Nevison, Jacob Epstein i Douglas Goldring.
Tot i que se'n tenen pocs detalls, la seva relació amb Archipenko devia haver acabat en aquest moment. La seva obra, també, es va fer més abstracta i en línia amb les idees puristes d'Amédée Ozenfant i Le Corbusier, amb les quals va entrar en contacte a través de la revista L'Esprit nouveau i per mitjà de Van Doesburg i De Stijl.
Donas va tornar al seu estudi a París la tardor de 1920. Per primera vegada exposava la seva obra al seu país natal el desembre de 1920, a la galeria Sélection, d'André de Ridder i Paul-Gustave van Hecke, a Brussel·les. Des de desembre de 1920 fins a gener de 1921, la seva obra va ser inclosa com a part del grup de la Secció d'Or en una exposició al Palau Electoral de Ginebra. Organitzada per l'artista belga Albert Daenens i els escultors francesos Albert Gerbaud i Marcel Bourraine, l'Exposició Internacional d'Art Modern pretenia cobrir tots els nous moviments artístics internacionals. Naturalment, l'exposició va ser considerada com un esdeveniment molt rellevant en els circuits de l'art contemporani i va resultar ser un important esdeveniment per a l'establiment de contactes professionals, que van comportar una exposició de la Secció d'Or a Roma el 1922.
Walden va organitzar una vegada més una gran exposició col·lectiva a la galeria Sturm el gener de 1921, que incloïa vint-i-quatre quadres de Donas i l'obra d'Albert Gleizes, Jaques Villon, Louis Marcoussis, Julius Evola, Sonia Delaunay i de nou l'abril de 1921 amb cinc de les seves pintures entre les obres de Chagall, Evola, Fischer, Gleizes i Klee. Walden va continuar donant suport a Donas presentant-la freqüentment a les seves exposicions i publicacions almenys fins al setembre de 1925.
En una d'aquestes exposicions, l'obra de Donas segurament va ser comprada per l'artista nord-americana Katherine Dreier. El gener de 1920, havia fundat la Societé Anonyme a Nova York juntament amb Marcel Duchamp i Man Ray amb l'objectiu de familiaritzar el públic nord-americà amb les últimes novetats de l'art modern europeu. La Societé Anonyme va mostrar pintures i dibuixos de Donas juntament amb obres de Heinrich Campendonk, Klee, Schwitters, Johannes Molzahn i Fritz Stuckenberg a Nova York i més tard en una exposició col·lectiva itinerant per diferents ciutats dels Estats Units. Dreier va continuar incloent l'obra de Donas en moltes exposicions col·lectives fins a 1940. La col·lecció de la Societé Anonyme, inclosa l'obra de Donas, ha estat donada després per Dreier a la Universitat Yale i encara es conserva a la Galeria de la Universitat Yale a New Haven.
Mentrestant, Donas va continuar treballant a París fins que va caure greument malalta l'estiu de 1921. La manca d'estalvis la va obligar a deixar el seu estudi a París i tornar amb els seus pares a Anvers. A Anvers, devia estar en contacte amb l'escena artística belga al voltant de Jozef Peeters, ja que va participar de manera destacada amb dotze dels seus últims quadres i una cartera de linogravats en una gran exposició a El Bardo al Sint-Jacobsmarkt d'Anvers el gener de 1922. organitzat per Peeters en el marc del II Congrés d'Art Modern. En donar als seus quadres exposats el títol Composició amb els números romans I a VII, va associar clarament la seva obra amb la de la variant belga del constructivisme internacional 'plastique pure' (neoplasticisme), allunyant-se encara més dels moviments de París.
El gener de 1922, va tornar a París per casar-se amb Henri Franke, un estudiant de filosofia d'una família belga a qui coneixia des de la seva infantesa. Al febrer va tornar a emmalaltir i li van diagnosticar una forma d'hepatitis que va fer que la parella es traslladés al suburbi de París Fontenay-aux-Roses, un complex turístic popular entre els artistes. Allà va continuar dibuixant i pintant i la seva obra va ser presentada en diverses exposicions a París, Düsseldorf i Oslo els anys 1922 i 1923. Les seves pintures van començar a desenvolupar-se allunyant-se de l'abstracció geomètrica cap a un estil més figuratiu. Tanmateix, a causa de la seva feble salut, Donas i Franke es van traslladar definitivament a Bèlgica el juliol de 1923. Es van establir a Ittre, un petit poble del Brabant Való on ja vivia part de la família de Franke.
Tot i que la seva obra va aparèixer en diverses exposicions a Brussel·les, Berlín i París, no era gaire coneguda a Bèlgica i no va gaudir de la fama que havia tingut durant els seus anys a París. Els temes de les seves obres es van fer més tradicionals, va pintar sobretot natures mortes i paisatges, i es va allunyar completament del cubisme i l'abstracció. L'abril de 1926, però, la galeria A La Vierge Poupine de Paul van Ostaijen i Geert Van Bruaene va organitzar la primera retrospectiva a gran escala de l'obra de Marthe Donas amb setanta dels seus quadres. A través de la renovació dels seus contactes en l'escena artística d'avantguarda a Bèlgica, Donas va decidir tornar a traslladar-se a la ciutat de Brussel·les a principis de 1927. La seva obra va ser admirada per molts dels artistes belgues, tot i que pocs coneixien el seu cubisme. va treballar a principis de la dècada de 1920 i es va veure més aviat com una artista emergent a Brussel·les. De nou, va ser la seva paleta de colors la que va cridar més l'atenció i la que es va considerar molt refinada. Tornar a estar dins d'aquest entorn artístic urbà i poder participar en diverses exposicions a Brussel·les i a París amb el grup d'artistes L'Assault, va revitalitzar la seva inspiració artística. Aquesta vegada, amb una paleta més suau, va tornar a agafar un estil neocubista i va produir una gran obra l'any 1927.

### Aturada i segona època
El contacte renovat amb l'escena artística francesa i belga i la seva energia artística redescoberta no van durar gaire. Desanimada, va deixar de pintar completament durant 20 anys. A Bèlgica hi havia poca apreciació per l'art modern, a més, va experimentar alguns contratemps personals. Els seus pares van morir l'un després de l'altre el 1927 i el 1929 i les dificultats financeres li van fer encara més difícil la vida, obligant-la a ella i al seu marit a buscar refugi una vegada més a Ittre. Als quaranta-cinc anys, Marthe Donas va quedar embarassada i va tenir la seva filla Francine el gener de 1931. Després d'haver-se traslladat uns quants anys amb el seu marit a la recerca d'ingressos, van tornar a Ittre en esclatar la Segona Guerra mundial l'any 1939. Donas estava ara plenament ocupada amb la casa de Chateau Bauthier i la criança de la seva filla, cosa que no va resultar fàcil a la seva edat. Significativament, quan la seva filla va fer setze anys i va ser independent, va començar a pintar de nou.
Donas i Henri es van traslladar a Brussel·les el 1948. Les seves pintures d'aquella època expressaven un sentit de la innocència i l'humor, la mateixa Donas ho va anomenar "romàntic amb un aire cubista", i va ser apreciada en exposicions a Brussel·les i Anvers. A partir de 1954, les seves pintures van tornar a ser més abstractes i finalment plenament no figuratives a partir de 1958, inspirades en la pura intuïció. Al voltant d'aquell període va entrar en contacte amb el galerista holandès Maurits Bilcke, que va promocionar àmpliament la seva obra als anys seixanta.
Des dels Estats Units també es van interessar especialment pels seus primers treballs després que Katherine Dreier hagués donat la col·lecció de la Société Anonyme a la galeria de la Universitat Yale. També a Bèlgica, l'interès es va convertir en els pioners de l'abstracció de principis del segle xx. La historiadora de l'art alemanya Herta Wescher va incloure la seva obra al seu llibre sobre collages. A causa d'aquesta atenció propera cap a ella, Marthe Donas va començar a compondre la seva autobiografia. En els anys següents, va participar en diverses exposicions importants, entre elles Els primers artistes abstractes de Bèlgica: Tribute to the Pioneers el 1959 a Anvers, Salon de femmes peintres et sculpteurs al Musée d'Art Moderne de la Ville de París, una visió general única de la seva obra en dues sales del Palais des Beaux-Arts de Brussel·les, totes dues l'any 1960, i una exposició dedicada a la influència d'Herwarth Walden i la seva galeria Der Sturm a la Nationalgallerie de Berlín el 1961 al costat d'Archipenko, Chagall, Delaunay, Gleizes, Goncharova, Jawlenksy, Kandinsky, Klee, Kokoschka, Léger, Macke, Marc, Schwitters i Severini. El fet de ser inclosa entre aquests artistes que aleshores eren reconeguts com els importants avantguardistes del segle XX devia ser gratificant per a Donas.
Tot i que el seu treball finalment va ser reconegut internacionalment, la seva salut anava en declivi i de nou va tenir problemes financers. Es va veure obligada a vendre la majoria de la seva obra a Maurits i Suzanne Bilcke. Posteriorment, els Bilckes van organitzar una gran exposició de Donas a la galeria Schleiper de Brussel·les l'octubre de 1961. Aquesta exposició va tenir un gran èxit i va rebre molta atenció internacional tant per part de crítics d'art com d'altres artistes. Maurits Bilcke va promoure encara més la seva obra i la va fer incloure en col·leccions importants. A la dècada de 1960, la seva obra va ser adquirida pel ministeri de Bèlgica, el Museu de Belles Arts de Brussel·les, la Secció Francòfona del Ministeri d'Educació i el Reial Museu de Belles Arts d'Anvers. Estava contenta que cap al final de la seva vida finalment fos reconeguda com una de les grans pioneres de l'avantguarda. Marthe Donas va morir el 31 de gener de 1967 en companyia del seu marit i la seva filla en una residència d'avis d'Audreignies, Bèlgica.

## Exposicions
- 1920: La Secció d'O, Galerie La Boétie, Paris, 5 marxa 1920.[18][19]
- 2016: Donas. De Belgische avant-gardiste, Museu voor Schoone Kunsten, Gent.[20]

## El Museu Marthe Donas
El Château Bauthier, la casa d'Ittre on va viure de manera intermitent en la dècada dels anys vint, ha esdevingut des d'octubre de 2010 un museu que porta el seu nom. Acull una cinquantena de pintures, dibuixos i gravats corresponents a les diverses èpoques de la trajectòria de l'artista, des dels primers dibuixos acadèmics, la descoberta del cubisme, el retorn al figuratiu, i els quadres de la postguerra, en què altre cop tornà a l'abstracte.